# Echinogorgia simplex
Echinogorgia simplex is een zachte koraalsoort uit de familie Plexauridae. De koraalsoort komt uit het geslacht Echinogorgia. Echinogorgia simplex werd in 1910 voor het eerst wetenschappelijk beschreven door Nutting. 